# Costante di equilibrio

Schema di reazione di un'inibizione enzimatica (con costanti di equilibrio)
E = enzima
S = substrato
P = prodotto
I = inibitore
ES = complesso substrato enzimatico
EI = complesso enzimatico inibitore
ESI = complesso enzimatico inibitore Substrato

In chimica e termodinamica la costante di equilibrio denota la grandezza costante che caratterizza l'equilibrio chimico in una reazione chimica, a temperatura costante. Tale grandezza si denota con K e si esprime con una relazione quantitativa tra le concentrazioni di prodotti e reagenti presenti allorché una reazione chimica ha raggiunto la propria condizione di equilibrio. La costante di equilibrio si può anche definire, infatti, come il valore che assume il quoziente di reazione (Q) ad equilibrio raggiunto.
La costante di equilibrio rappresenta una connessione importante tra la termodinamica e la chimica di laboratorio, permettendo di fare previsioni quantitative sull'evoluzione di una reazione date le sue condizioni iniziali.

## Definizioni e relazioni tra le costanti
Si consideri una generica reazione:
{\displaystyle aA+bB\rightleftharpoons cC+dD}
Per reazioni così schematizzate è utile introdurre il Δn, un parametro caratteristico che servirà nel seguito, che è definito come la differenza tra la somma dei coefficienti stechiometrici dei prodotti e la somma dei coefficienti stechiometrici dei reagenti, ovvero: {\displaystyle \Delta n=(c+d)-(a+b)}. In altri termini, Δn rappresenta la variazione del numero di moli tra prodotti e reagenti nella reazione che si considera.
Per la generica reazione di cui sopra, la costante di equilibrio è data dal rapporto tra il prodotto delle concentrazioni dei prodotti e il prodotto delle concentrazioni dei reagenti, con ciascuna concentrazione che presenta come esponente il relativo coefficiente stechiometrico. Quindi, in termini matematici, la costante di equilibrio K è espressa nel seguente modo:
{\displaystyle K={\frac {[C]^{c}[D]^{d}}{[A]^{a}[B]^{b}}}}.
Questa è la formulazione storica della «legge di azione di massa» (Guldberg e Waage, 1867). A questa conclusione (ottenibile con maggior rigore e generalità per via termodinamica) si perviene  (in prima approssimazione) applicando le leggi della cinetica chimica: la velocità di reazione diretta (quella che procede verso destra) in condizioni di equilibrio eguaglia la velocità della reazione inversa (quella che procede verso sinistra), da cui si ricava 
{\displaystyle K={\frac {k_{1}}{k_{-1}}}={\frac {[C]^{c}[D]^{d}}{[A]^{a}[B]^{b}}}}
dove {\displaystyle k_{1}} e {\displaystyle k_{-1}} sono rispettivamente le costanti cinetiche della reazione diretta e di quella inversa.

### Costante termodinamica
In termini rigorosi, la costante di equilibrio termodinamica Ka viene espressa in funzione delle attività dei componenti (reagenti o prodotti):
{\displaystyle K_{a}={\frac {a_{C}^{c}a_{D}^{d}}{a_{A}^{a}a_{B}^{b}}}}
Questa costante termodinamica è una grandezza adimensionale, dato che è tale l'attività, e non dipende da alcuna variabile (P, V, C, etc.), tranne la temperatura.

### Costanti Kce Kp
Per reazioni che avvengono in soluzione in condizioni sufficientemente ideali, nelle quali cioè l'attività a di un componente è molto vicina (numericamente) alla sua concentrazione molare C (a ≈ C), si può usare la costante di equilibrio Kc in funzione delle concentrazioni:
{\displaystyle K_{C}={\frac {C_{C}^{c}C_{D}^{d}}{C_{A}^{a}C_{B}^{b}}}}
Per reazioni che avvengono in fase gassosa in condizioni sufficientemente ideali, nelle quali cioè l'attività a di un componente è molto vicina (numericamente) alla sua pressione parziale p (a ≈ p), si può usare la costante di equilibrio Kp in funzione delle pressioni parziali:
{\displaystyle K_{p}={\frac {p_{C}^{c}p_{D}^{d}}{p_{A}^{a}p_{B}^{b}}}}
Nei limiti delle condizioni di idealità suddette, queste due costanti (Kc e Kp) non dipendono, rispettivamente, dalle concentrazioni o dalla pressione totale, ma solo dalla temperatura, come avviene per la costante termodinamica Ka.
Mentre Kp può essere usata solo per equilibri in fase gassosa, Kc può essere usata non solo per equilibri in soluzione (liquida), ma anche per equilibri in fase gassosa; questo perché i gas sono solubili tra loro e quindi una miscela gassosa è anche una soluzione.
Dato che l'attività è una grandezza adimensionale, la costante termodinamica Ka è sempre adimensionale anch'essa. Invece, Kp ha le dimensioni di una pressione elevata a Δn e Kc quelle di una concentrazione elevata a Δn; solo quando Δn = 0 anche queste due costanti saranno adimensionali, e uguali fra loro.

### Costanti derivate da Kce Kp[8]
Si considerano anche altre due espressioni di costanti di equilibrio derivabili dalle due già viste; queste sono Kn, in funzione del numero di moli, e Kx in funzione delle frazioni molari:
{\displaystyle K_{n}={\frac {n_{C}^{c}n_{D}^{d}}{n_{A}^{a}n_{B}^{b}}}}
e
{\displaystyle K_{x}={\frac {x_{C}^{c}x_{D}^{d}}{x_{A}^{a}x_{B}^{b}}}}
Sostituendo nell'espressione della Kc le concentrazioni con l'espressione equivalente C = n / V (dove V indica il volume totale), si ottengono facilmente le relazioni che legano tra loro queste due costanti: 
Kc = Kn · V−Δn      ⇒      Kn = Kc · VΔn
Analogamente, sostituendo nell'espressione della Kp le pressioni parziali con l'espressione equivalente p = x · P (legge di Dalton, dove P indica la pressione totale), si ottengono facilmente le relazioni che legano tra loro queste due costanti:
Kp = Kx · PΔn      ⇒      Kx = Kp · P−Δn
Da queste relazioni si può vedere facilmente che Kn e Kx non sono vere costanti, nel senso che, anche in condizioni di idealità, non dipendono solo dalla temperatura, ma anche, rispettivamente, dal volume totale o dalla pressione totale. Quando per una reazione si verifica che Δn = 0, da queste due espressioni segue che Kn diviene uguale a Kc e che Kx diviene uguale a Kp.
Queste due costanti derivate mostrano la loro utilità quando, a temperatura costante, si esamina l'effetto di una variazione di volume o di pressione sulla miscela di equilibrio.

### Relazione tra Kce Kp
Dato che Kc può essere usata anche per equilibri gassosi, per i quali è naturale usare Kp, è utile esaminare la relazione che lega le due costanti. Esprimendo le pressioni parziali che compaiono in Kp come p = (n/V) · RT (dalla legge di stato dei gas ideali PV = nRT), si perviene facilmente all'espressione cercata:
{\displaystyle K_{p}=K_{c}\;(RT)^{\Delta n}}
dove {\displaystyle R} è la costante dei gas e {\displaystyle T} la temperatura assoluta. Da questa si vede che le due costanti, per una stessa reazione chimica, sono in generale diverse e possono essere uguali solo se Δn = 0, dato che (RT)0 = 1. In quest'ultimo caso, inoltre, tutte e quattro le costanti risultano uguali tra loro e adimensionali: Kp = Kc = Kn = Kx.

## Derivazione termodinamica
Il calcolo dell'energia libera di Gibbs per una generica reazione del tipo
{\displaystyle aA+bB\rightleftharpoons cC+dD}
fornisce, considerando lo stato iniziale come quello in cui sono presenti i reagenti e quello finale lo stato in cui si hanno i prodotti, l'equazione:
{\displaystyle \Delta G=\Delta G^{\circ }+RT\ln \left({\frac {a_{C}^{c}a_{D}^{d}}{a_{A}^{a}a_{B}^{b}}}\right)}
dove {\displaystyle \Delta G} è la variazione di energia libera di Gibbs,  {\displaystyle \Delta G^{\circ }} è la variazione di energia libera allo stato standard, {\displaystyle R} è la costante dei gas, {\displaystyle T} è la temperatura assoluta e {\displaystyle a_{i}} è l'attività della specie {\displaystyle i}.
In condizioni di equilibrio la variazione di energia libera è nulla, {\displaystyle \Delta G=0} ed il quoziente di reazione (l'espressione all'interno del logaritmo naturale) è equivalente alla costante di equilibrio, per cui si ottiene:
{\displaystyle \Delta G^{\circ }=-RT\ln K}
Questa permette di ricavare ΔG° quando si conoscono K e la temperatura; inoltre, risolvendo l'equazione precedente rispetto a K, si ottiene la relazione:
{\displaystyle K=e^{-\Delta G^{\circ }/RT}}
che permette di calcolare la costante di equilibrio conoscendo la temperatura e la variazione di energia libera standard di reazione. Da notare che K risulta funzione della sola temperatura (R è costante e, per ogni data reazione, ΔG° è costante perché dipende solo dalla natura delle sostanze presenti). Questa relazione fa vedere, inoltre, che la variazione di K (aumento o diminuzione) al variare di ΔG° è di tipo esponenziale.

### Termodinamica statistica
La termodinamica statistica, esprimendo l'energia libera di Gibbs in relazione alla funzione di partizione, permette di ricavare la costante di equilibrio sulla base di dati spettroscopici. Si ottiene l'espressione:
{\displaystyle K={\frac {(Z_{C,m}^{\phi }/N_{A})(Z_{D,m}^{\phi }/N_{A})}{(Z_{A,m}^{\phi }/N_{A})(Z_{B,m}^{\phi }/N_{A})}}\;e^{-\Delta _{r}E_{0}/RT}}
dove {\displaystyle Z_{m}^{\phi }} è la funzione di partizione molare standard, {\displaystyle N_{A}} la costante di Avogadro e {\displaystyle \Delta _{r}E_{0}} è la differenza di energia tra gli stati fondamentali dei prodotti e dei reagenti calcolabile dalle energie di dissociazione di legame delle singole specie.

## Variazioni della costante di equilibrio
Si è già detto che la costante di equilibrio è una costante a temperatura costante. Variando la temperatura la costante varia in base alla variazione di entalpia standard della reazione ΔH° (tonalità termica) legata al fatto che la reazione sia un processo esotermico o endotermico. Applicando la relazione isobara di van 't Hoff
{\displaystyle \left({\frac {\partial \mathrm {ln} \,K}{\partial T}}\right)_{p}={\frac {\Delta H^{\circ }}{RT^{2}}}}
è possibile giungere alle conclusioni sotto elencate.
|      | endotermico | esotermico |
| dT>0 | dK>0        | dK<0       |
| dT<0 | dK<0        | dK>0       |
| ---- | ----------- | ---------- |

## Usi
La costante di equilibrio ha interessanti usi:
- Qualitativo:
  - se {\displaystyle K\gg 1} allora saranno favoriti i prodotti;
  - se {\displaystyle K\simeq 1} allora né i reagenti né i prodotti saranno favoriti;
  - se {\displaystyle K\ll 1} allora i reagenti saranno favoriti.

- Previsione della concentrazione in equilibrio: conoscendo il valore K, la concentrazione iniziale dei reagenti e la temperatura si può prevedere la concentrazione all'equilibrio.

- Prevedere la direzione di una reazione: impostando un valore Q, quoziente di reazione, relativo al rapporto tra le concentrazioni in uno stato lontano dall'equilibrio, è possibile sapere, confrontandolo con la costante di equilibrio K, il verso che prenderà la reazione:
  - se Q < K allora i reagenti sono più di quanto sono necessari all'equilibrio, la reazione tende a spostarsi verso destra;
  - se Q > K allora saranno i prodotti in eccedenza, quindi la reazione si sposterà a sinistra;
  - se Q = K allora i prodotti e i reagenti sono in equilibrio.

- Prevedere lo scostamento dallo stato di equilibrio.